# Girls/Episodenliste

Logo zur Serie

Diese Episodenliste enthält alle Episoden der US-amerikanischen Comedyserie Girls, sortiert nach der US-amerikanischen Erstausstrahlung. Die Fernsehserie umfasst derzeit sechs Staffeln mit 62 Episoden.

## Übersicht
| Staffel | Episodenanzahl | Erstausstrahlung USA | Erstausstrahlung USA | Deutschsprachige Erstausstrahlung | Deutschsprachige Erstausstrahlung |
| Staffel | Episodenanzahl | Staffelpremiere      | Staffelfinale        | Staffelpremiere                   | Staffelfinale                     |
| ------- | -------------- | -------------------- | -------------------- | --------------------------------- | --------------------------------- |
| 1       | 10             | 15. April 2012       | 17. Juni 2012        | 17. Oktober 2012                  | 19. Dezember 2012                 |
| 2       | 10             | 13. Januar 2013      | 17. März 2013        | 15. Mai 2013                      | 17. Juli 2013                     |
| 3       | 12             | 12. Januar 2014      | 23. März 2014        | 16. April 2014                    | 2. Juli 2014                      |
| 4       | 10             | 11. Januar 2015      | 22. März 2015        | 8. April 2015                     | 10. Juni 2015                     |
| 5       | 10             | 21. Februar 2016     | 17. April 2016       | 5. Juni 2016                      | 7. August 2016                    |
| 6       | 10             | 12. Februar 2017     | 16. April 2017       | 23. November 2017                 | 24. November 2017                 |

## Staffel 1
Die Erstausstrahlung der ersten Staffel war vom 15. April bis zum 17. Juni 2012 auf dem US-amerikanischen Kabelsender HBO zu sehen. Die deutschsprachige Erstausstrahlung sendete der deutsche Pay-TV-Sender Glitz* vom 17. Oktober bis zum 19. Dezember 2012.
| Nr. (ges.) | Nr. (St.) | Deutscher Titel                          | Originaltitel                              | Erstausstrahlung USA | Deutschsprachige Erstausstrahlung (D) | Regie           | Drehbuch                        | Zuschauer (USA) |
| ---------- | --------- | ---------------------------------------- | ------------------------------------------ | -------------------- | ------------------------------------- | --------------- | ------------------------------- | --------------- |
| 1          | 1         | Kalter Entzug                            | Pilot                                      | 15. Apr. 2012        | 17. Okt. 2012                         | Lena Dunham     | Lena Dunham                     | 0,87 Mio.       |
| 2          | 2         | Vagina Panik                             | Vagina Panic                               | 22. Apr. 2012        | 24. Okt. 2012                         | Lena Dunham     | Lena Dunham                     | 0,86 Mio.       |
| 3          | 3         | Alle abenteuerlustigen Frauen haben das  | All Adventurous Women Do                   | 29. Apr. 2012        | 31. Okt. 2012                         | Lena Dunham     | Lena Dunham                     | 0,82 Mio.       |
| 4          | 4         | Hannahs Tagebuch                         | Hannah’s Diary                             | 6. Mai 2012          | 7. Nov. 2012                          | Richard Shepard | Lena Dunham                     | 0,74 Mio.       |
| 5          | 5         | Einfach geht anders                      | Hard Being Easy                            | 13. Mai 2012         | 14. Nov. 2012                         | Jesse Peretz    | Lena Dunham                     | 0,83 Mio.       |
| 6          | 6         | Zu Hause                                 | The Return                                 | 20. Mai 2012         | 21. Nov. 2012                         | Lena Dunham     | Lena Dunham & Judd Apatow       | 0,68 Mio.       |
| 7          | 7         | Willkommen in Bushwick / Der Crackunfall | Welcome to Bushwick a.k.a. The Crackcident | 27. Mai 2012         | 28. Nov. 2012                         | Jody Lee Lipes  | Lena Dunham & Jenni Konner      | 0,87 Mio.       |
| 8          | 8         | Spinner brauchen auch Freundinnen        | Weirdos Need Girlfriends Too               | 3. Juni 2012         | 5. Dez. 2012                          | Jody Lee Lipes  | Lena Dunham & Dan Sterling      | 1,09 Mio.       |
| 9          | 9         | Jetzt reicht’s                           | Leave Me Alone                             | 10. Juni 2012        | 12. Dez. 2012                         | Richard Shepard | Lena Dunham & Bruce Eric Kaplan | 0,87 Mio.       |
| 10         | 10        | Überraschung                             | She Did                                    | 17. Juni 2012        | 19. Dez. 2012                         | Lena Dunham     | Lena Dunham                     | 1,00 Mio.       |

## Staffel 2
Die Erstausstrahlung der zweiten Staffel war vom 13. Januar bis zum 17. März 2013 auf dem US-amerikanischen Kabelsender HBO zu sehen. Die deutschsprachige Erstausstrahlung sendete der deutsche Pay-TV-Sender Glitz* vom 15. Mai bis zum 17. Juli 2013.
| Nr. (ges.) | Nr. (St.) | Deutscher Titel            | Originaltitel          | Erstausstrahlung USA | Deutschsprachige Erstausstrahlung (D) | Regie           | Drehbuch                                            | Zuschauer (USA) |
| ---------- | --------- | -------------------------- | ---------------------- | -------------------- | ------------------------------------- | --------------- | --------------------------------------------------- | --------------- |
| 11         | 1         | Übergangsphasen            | It’s About Time        | 13. Jan. 2013        | 15. Mai 2013                          | Lena Dunham     | Lena Dunham & Jenni Konner                          | 0,87 Mio.       |
| 12         | 2         | Ansichtssache              | I Get Ideas            | 20. Jan. 2013        | 22. Mai 2013                          | Lena Dunham     | Jenni Konner                                        | 0,57 Mio.       |
| 13         | 3         | Außerhalb der Wohlfühlzone | Bad Friend             | 27. Jan. 2013        | 29. Mai 2013                          | Jesse Peretz    | Lena Dunham & Sarah Heyward                         | 0,76 Mio.       |
| 14         | 4         | Die Wahrheit über Ray      | It’s a Shame About Ray | 2. Feb. 2013         | 5. Juni 2013                          | Jesse Peretz    | Lena Dunham                                         | 0,52 Mio.       |
| 15         | 5         | Seelenmüll                 | One Man’s Trash        | 10. Feb. 2013        | 12. Juni 2013                         | Richard Shepard | Lena Dunham                                         | 0,75 Mio.       |
| 16         | 6         | Unerfüllte Erwartungen     | Boys                   | 17. Feb. 2013        | 19. Juni 2013                         | Claudia Weill   | Murray Miller                                       | 0,69 Mio.       |
| 17         | 7         | Ein Ausflug aufs Land      | Video Games            | 24. Feb. 2013        | 26. Juni 2013                         | Richard Shepard | Bruce Eric Kaplan                                   | 0,48 Mio.       |
| 18         | 8         | Hannahs Rückfall           | It’s Back              | 3. März 2013         | 3. Juli 2013                          | Jesse Peretz    | Lena Dunham, Steve Rubinshteyn & Deborah Schoeneman | 0,67 Mio.       |
| 19         | 9         | Auf allen Vieren           | On All Fours           | 10. März 2013        | 10. Juli 2013                         | Lena Dunham     | Lena Dunham & Jenni Konner                          | 0,68 Mio.       |
| 20         | 10        | Vereint                    | Together               | 17. März 2013        | 17. Juli 2013                         | Lena Dunham     | Judd Apatow & Lena Dunham                           | 0,63 Mio.       |

## Staffel 3
Die Erstausstrahlung der dritten Staffel war vom 12. Januar bis zum 23. März 2014 auf dem US-amerikanischen Kabelsender HBO zu sehen. Die deutschsprachige Erstausstrahlung sendete der deutsche Pay-TV-Sender TNT Glitz vom 16. April bis zum 2. Juli 2014.
| Nr. (ges.) | Nr. (St.) | Deutscher Titel       | Originaltitel   | Erstausstrahlung USA | Deutschsprachige Erstausstrahlung (D) | Regie           | Drehbuch                                | Zuschauer (USA) |
| ---------- | --------- | --------------------- | --------------- | -------------------- | ------------------------------------- | --------------- | --------------------------------------- | --------------- |
| 21         | 1         | Männersperre          | Females Only    | 12. Jan. 2014        | 16. Apr. 2014                         | Lena Dunham     | Lena Dunham                             | 1,11 Mio.       |
| 22         | 2         | Wahrheit oder Pflicht | Truth or Dare   | 12. Jan. 2014        | 23. Apr. 2014                         | Lena Dunham     | Jenni Konner                            | 0,88 Mio.       |
| 23         | 3         | Die Party             | She Said OK     | 19. Jan. 2014        | 30. Apr. 2014                         | Jesse Peretz    | Lena Dunham & Jenni Konner              | 0,80 Mio.       |
| 24         | 4         | Innerlich tot         | Dead Inside     | 26. Jan. 2014        | 7. Mai 2014                           | Jesse Peretz    | Judd Apatow & Lena Dunham               | 0,66 Mio.       |
| 25         | 5         | Einzelkind            | Only Child      | 1. Feb. 2014         | 14. Mai 2014                          | Tricia Brock    | Murray Miller                           | 0,47 Mio.       |
| 26         | 6         | Snacks umsonst        | Free Snacks     | 9. Feb. 2014         | 21. Mai 2014                          | Jamie Babbit    | Paul Simms                              | 0,83 Mio.       |
| 27         | 7         | Im Strandhaus         | Beach House     | 16. Feb. 2014        | 28. Mai 2014                          | Jesse Peretz    | Jenni Konner, Lena Dunham & Judd Apatow | 0,94 Mio.       |
| 28         | 8         | Nebeneffekte          | Incidentals     | 23. Feb. 2014        | 4. Juni 2014                          | Richard Shepard | Lena Dunham & Sarah Heyward             | 0,92 Mio.       |
| 29         | 9         | Familienbande         | Flo             | 2. März 2014         | 11. Juni 2014                         | Richard Shepard | Bruce Eric Kaplan                       | 0,80 Mio.       |
| 30         | 10        | Rollenspiel           | Role-Play       | 9. März 2014         | 18. Juni 2014                         | Jesse Peretz    | Lena Dunham & Judd Apatow               | 1,04 Mio.       |
| 31         | 11        | Durchbruch            | I Saw You       | 16. März 2014        | 25. Juni 2014                         | Jesse Peretz    | Lena Dunham & Judd Apatow               | 0,72 Mio.       |
| 32         | 12        | Flugentfernung        | Two Plane Rides | 23. März 2014        | 2. Juli 2014                          | Lena Dunham     | Lena Dunham                             | 0,67 Mio.       |

## Staffel 4
Die Erstausstrahlung der vierten Staffel war vom 11. Januar bis zum 22. März 2015 auf dem US-amerikanischen Kabelsender HBO zu sehen. Die deutschsprachige Erstausstrahlung sendete der deutsche Pay-TV-Sender TNT Glitz vom 8. April bis zum 10. Juni 2015.
| Nr. (ges.) | Nr. (St.) | Deutscher Titel                   | Originaltitel               | Erstausstrahlung USA | Deutschsprachige Erstausstrahlung (D) | Regie           | Drehbuch                                | Zuschauer (USA) |
| ---------- | --------- | --------------------------------- | --------------------------- | -------------------- | ------------------------------------- | --------------- | --------------------------------------- | --------------- |
| 33         | 1         | Last Day                          | Iowa                        | 11. Jan. 2015        | 8. Apr. 2015                          | Lena Dunham     | Lena Dunham & Judd Apatow               | 0,68 Mio.       |
| 34         | 2         | Triggering                        | Triggering                  | 18. Jan. 2015        | 15. Apr. 2015                         | Lena Dunham     | Jenni Konner & Lena Dunham              | 0,80 Mio.       |
| 35         | 3         | Die Schriftstellerin              | Female Author               | 25. Jan. 2015        | 22. Apr. 2015                         | Jesse Peretz    | Sarah Heyward                           | 0,72 Mio.       |
| 36         | 4         | Ganz ehrlich und direkt           | Cubbies                     | 8. Feb. 2015         | 29. Apr. 2015                         | Jesse Peretz    | Bruce Eric Kaplan                       | 0,41 Mio.       |
| 37         | 5         | Das Sit-In                        | Sit-In                      | 15. Feb. 2015        | 6. Mai 2015                           | Richard Shepard | Paul Simms & Max Brockman               | 0,39 Mio.       |
| 38         | 6         | Der richtige Job                  | Close-Up                    | 22. Feb. 2015        | 13. Mai 2015                          | Richard Shepard | Murray Miller                           | 0,48 Mio.       |
| 39         | 7         | Aktionskunst                      | Ask Me My Name              | 1. März 2015         | 20. Mai 2015                          | Tricia Brock    | Murray Miller & Jason Kim               | 0,64 Mio.       |
| 40         | 8         | Tad und Loreen und Avi und Shanaz | Tad & Loreen & Avi & Shanaz | 8. März 2015         | 27. Mai 2015                          | Jamie Babbit    | Lena Dunham & Jenni Konner              | 0,71 Mio.       |
| 41         | 9         | Vaterkomplex                      | Daddy Issues                | 15. März 2015        | 3. Juni 2015                          | Jesse Peretz    | Paul Simms                              | 0,70 Mio.       |
| 42         | 10        | Neubeginn                         | Home Birth                  | 22. März 2015        | 10. Juni 2015                         | Lena Dunham     | Jenni Konner, Lena Dunham & Judd Apatow | 0,69 Mio.       |

## Staffel 5
Die Erstausstrahlung der fünften Staffel war vom 21. Februar bis zum 17. April 2016 auf dem US-amerikanischen Kabelsender HBO zu sehen. Die deutschsprachige Erstausstrahlung sendete der deutsche Pay-TV-Sender TNT Glitz vom 5. Juni bis zum 7. August 2016.
| Nr. (ges.) | Nr. (St.) | Deutscher Titel          | Originaltitel             | Erstausstrahlung USA | Deutschsprachige Erstausstrahlung (D) | Regie           | Drehbuch                                | Zuschauer (USA) |
| ---------- | --------- | ------------------------ | ------------------------- | -------------------- | ------------------------------------- | --------------- | --------------------------------------- | --------------- |
| 43         | 1         | Die Hochzeit             | Wedding Day               | 21. Feb. 2016        | 5. Juni 2016                          | Lena Dunham     | Lena Dunham                             | 0,49 Mio.       |
| 44         | 2         | Guter Mann               | Good Man                  | 28. Feb. 2016        | 12. Juni 2016                         | Lena Dunham     | Jenni Konner & Lena Dunham              | 0,53 Mio.       |
| 45         | 3         | Japan                    | Japan                     | 6. März 2016         | 19. Juni 2016                         | Jesse Peretz    | Jenni Konner                            | 0,50 Mio.       |
| 46         | 4         | Alte Liebe               | Old Loves                 | 13. März 2016        | 26. Juni 2016                         | Jesse Peretz    | Bruce Eric Kaplan                       | 0,48 Mio.       |
| 47         | 5         | Königin für zwei Tage    | Queen for Two Days        | 20. März 2016        | 3. Juli 2016                          | Jesse Peretz    | Tami Sagher                             | 0,54 Mio.       |
| 48         | 6         | Neue Szene               | The Panic in Central Park | 27. März 2016        | 10. Juli 2016                         | Richard Shepard | Lena Dunham                             | 0,59 Mio.       |
| 49         | 7         | Die Vorstellung          | Hello Kitty               | 3. Apr. 2016         | 17. Juli 2016                         | Richard Shepard | Sarah Heyward                           | 0,56 Mio.       |
| 50         | 8         | Der lange Weg nach Hause | Homeward Bound            | 10. Apr. 2016        | 24. Juli 2016                         | Jamie Babbit    | Murray Miller                           | 0,66 Mio.       |
| 51         | 9         | Liebesgeschichten        | Love Stories              | 17. Apr. 2016        | 31. Juli 2016                         | Alex Karpovsky  | Max Brockman, Jason Kim & Lena Dunham   | 0,58 Mio.       |
| 52         | 10        | Alles auf Anfang         | I Love You Baby           | 17. Apr. 2016        | 7. Aug. 2016                          | Jenni Konner    | Judd Apatow, Lena Dunham & Jenni Konner | 0,51 Mio.       |

## Staffel 6
Die Erstausstrahlung der sechsten Staffel ist seit dem 12. Februar 2017 auf dem US-amerikanischen Kabelsender HBO zu sehen.
| Nr. (ges.) | Nr. (St.) | Deutscher Titel               | Originaltitel                         | Erstausstrahlung USA | Deutschsprachige Erstausstrahlung (D) | Regie           | Drehbuch                                | Zuschauer (USA) |
| ---------- | --------- | ----------------------------- | ------------------------------------- | -------------------- | ------------------------------------- | --------------- | --------------------------------------- | --------------- |
| 53         | 1         | Was ich schon immer wollte    | All I Ever Wanted                     | 12. Feb. 2017        | 23. Nov. 2017                         | Lena Dunham     | Lena Dunham & Jenni Konner              | 0,52 Mio.       |
| 54         | 2         | Landpartie                    | Hostage Situation                     | 19. Feb. 2017        | 23. Nov. 2017                         | Lena Dunham     | Lena Dunham                             | 0,71 Mio.       |
| 55         | 3         | American Bitch                | American Bitch                        | 26. Feb. 2017        | 24. Nov. 2017                         | Richard Shepard | Lena Dunham                             | 0,38 Mio.       |
| 56         | 4         | Schmerzhafter Abgang          | Painful Evacuation                    | 5. März 2017         | 24. Nov. 2017                         | Jesse Peretz    | Lena Dunham & Jenni Konner              | 0,57 Mio.       |
| 57         | 5         | Rausch                        | Gummies                               | 12. März 2017        | 24. Nov. 2017                         | Jesse Peretz    | Sarah Heyward                           | 0,70 Mio.       |
| 58         | 6         | Vollständige Offenlegung      | Full Disclosure                       | 19. März 2017        | 24. Nov. 2017                         | Jamie Babbit    | Murray Miller                           | 0,58 Mio.       |
| 59         | 7         | Der große Wurf                | The Bounce                            | 26. März 2017        | 24. Nov. 2017                         | Richard Shepard | Murray Miller & Tami Sagher             | 0,67 Mio.       |
| 60         | 8         | Was machen wir bloß mit Adam? | What Will We Do This Time About Adam? | 2. Apr. 2017         | 24. Nov. 2017                         | Jesse Peretz    | Judd Apatow & Lena Dunham               | 0,77 Mio.       |
| 61         | 9         | Abschiedstour                 | Goodbye Tour                          | 9. Apr. 2017         | 24. Nov. 2017                         | Nisha Ganatra   | Jenni Konner & Lena Dunham              | 0,73 Mio.       |
| 62         | 10        | Mütter                        | Latching                              | 16. Apr. 2017        | 24. Nov. 2017                         | Jenni Konner    | Lena Dunham, Jenni Konner & Judd Apatow | 0,74 Mio.       |